# بيسو (جبل)
بيسو (بالإنجليزية: Besso (mountain))‏ هو أحد جبال سلسلة جبال الألب بينيني وجزء من القمة الأم فيشورن يقع في كانتون فاليز، سويسرا. يبلغ ارتفاع الجبل حوالي 3668 متر، بينما يبلغ ارتفاع نتوء الجبل 149 متر، وقد سجل أول وصول لقمة الجبل عام 1862.